# Pestalozzi-Gymnasium Herne
Das Pestalozzi-Gymnasium in Herne ist eines von fünf Gymnasien in Herne, Nordrhein-Westfalen.

## Geschichte
Das Pestalozzi-Gymnasium blickt auf eine etwa 150-jährige Geschichte zurück. Gegründet wurde es in einer Privatinitiative mit 18 Schülern und einem Lehrer, deren Unterricht am 12. Oktober 1868 begann.
In den 1870er-Jahren wuchs die Rektoratschule und bezog einen Neubau in der Bahnhofsstraße. In den 1890er-Jahren erfolgte die Geschlechtertrennung, und die Mädchenklassen zogen in einen weiteren Neubau in der Schulstraße um.
Nach 1900 erfolgte die Umbenennung zur Städtischen Realschule mit Progymnasium i.E., der Umzug in die Hermann-Löns-Straße und 1909 der Ausbau zu einer Oberrealschule. 1912 bestanden die ersten Schüler der Oberprima das Abitur.
Während des Ersten Weltkrieges wurde es zum „Städtischen Gymnasium und Realgymnasium i.E. zu Herne“ umbenannt. Es erfolgte ein weiterer Umzug, diesmal in das Oberlyzeum in der Neustraße.
In der Zeit des Nationalsozialismus wurde die Schulzeit auf acht Jahre verkürzt. Nach dem Ende des Zweiten Weltkrieges gab es nur noch 19 Lehrer für über 600 Schüler.
In den 1950er-Jahren erhielt die Schule im Gedenken an den Schweizer Pädagogen Johann Heinrich Pestalozzi ihren heutigen Namen. 1958 wurde neben dem zweisprachigen ein sozial- und wirtschaftswissenschaftlicher Zweig eingerichtet. Ein erneuter Umzug, diesmal in den Neubau im Ostbachtal, ermöglichte 1964 die Renovierung des alten Gebäudes an der Neustraße. In den 1960er-Jahren wurde als zweiter Zug der mathematisch-naturwissenschaftliche Gymnasialzweig aufgestellt. Seit den 1970er-Jahren wird wieder gemischtgeschlechtlich unterrichtet.
1977 konnte mit dem Bau des neuen Schulgebäudes am Harpener Weg, dem heutigen Standort, begonnen werden.

## Heute

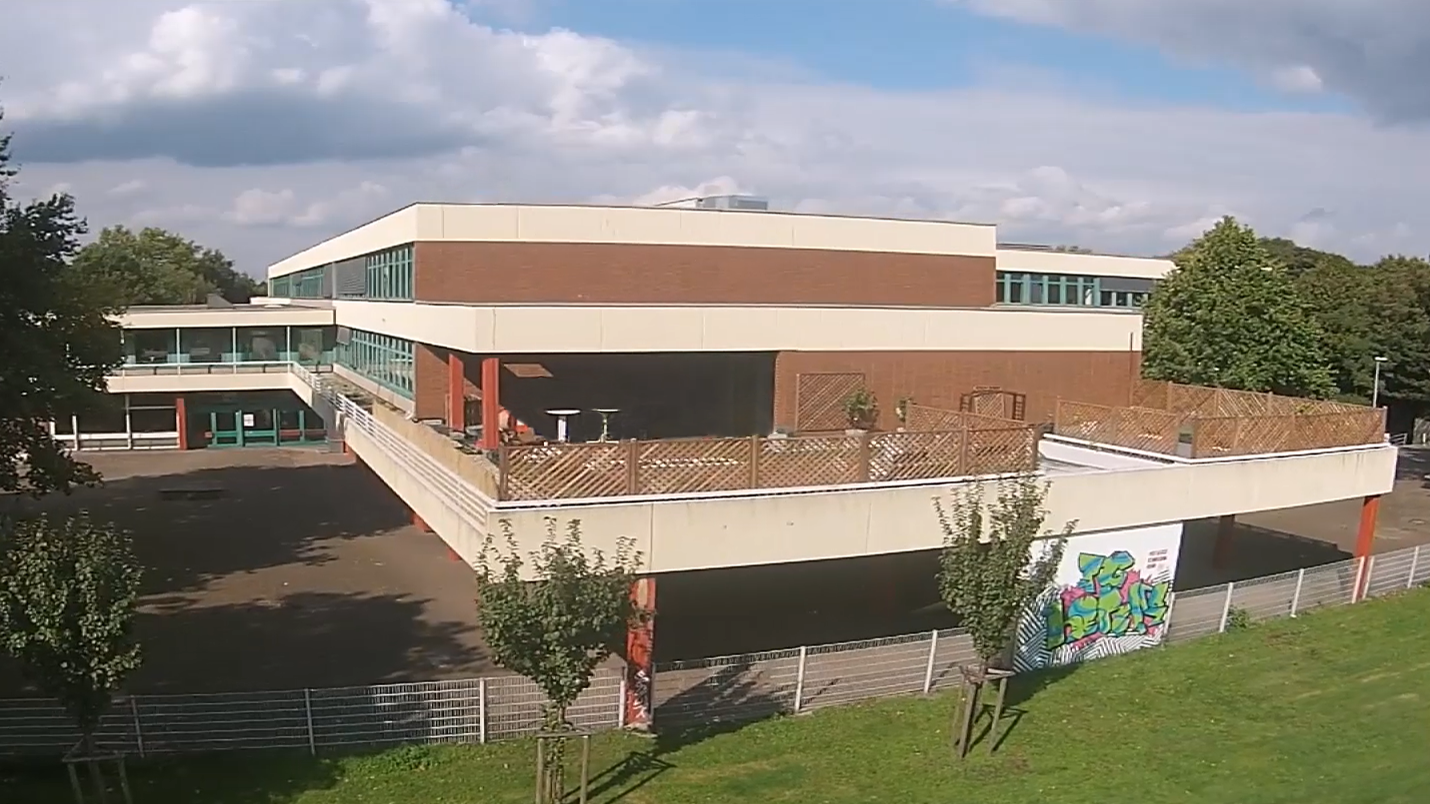
Gebäudesüdseite

Das städtische Gymnasium für Jungen und Mädchen mit deutsch-englischem Zweisprachenzweig besuchen heute etwa 800 Schüler. Auch wenn die Schule auf eine über 150-jährige Geschichte zurückblicken kann, versteht sie sich dennoch als eine moderne Schule.
Neben dem Regelunterricht bestehen zahlreiche Neigungsgruppen, beispielsweise die Klangakrobaten, die Streicher-, Bläser- und Trommelgruppe, die Theater- und Musical-AG's, verschiedene Sport-AGs u. v. a. m., sowie eine Übermittags- und Hausaufgabenbetreuung. Des Weiteren besteht das Projekt „Schüler helfen Schülern“, wobei ältere leistungsstarke Schüler jüngeren leistungsschwachen Schülern Nachhilfe geben.
Im Juni 2018 wurde bekannt, dass das Gymnasium für Schülerinnen mit Migrationshintergrund, die sich geweigert hatten, am gesetzlich vorgegebenen Schwimmunterricht teilzunehmen, Burkinis angeschafft hat, damit diese am Schwimmunterricht teilnehmen können. Dies löste Diskussionen bzgl. eines unkritischen Umgangs mit Muslimen aus.

## Bekannte Schüler und Lehrer
- Lorenz Jaeger (* 1892; † 1975), Religionslehrer, Erzbischof von Paderborn, Kardinal und Ökumeniker
- Eugen Kohlenbach (* 1930; † 2016), Politiker (CDU), von 1976 bis 1994 Mitglied des Niedersächsischen Landtages, erster Schülersprecher des Pestalozzi-Gymnasiums
- Friedrich Eberhard Schnapp (1938–2022), Jurist und Dozent
- Horst Schiereck (* 1948), Lehrer, Politiker und ehemaliger Oberbürgermeister der Stadt Herne
- Matthias Seelig (* 1949), deutscher Drehbuchautor und Filmproduzent
- Albrecht Geck (* 1962), Lehrer, Theologe und Dozent
- Thomas Nückel (* 1962), Politiker (FDP) und Journalist, seit 2012 Mitglied im Nordrhein-Westfälischen Landtag, Schülersprecher

## Schriften
- Bericht : über das Schuljahr ... 1903–1904. Digitalisat
- Emil Wirtz: Zur Geschichte der Anstalt. 1904 Digitalisat
- Schubert: Beschreibung des neuen Schulgebäudes. 1094. Digitalisat
- Bericht : über das Schuljahr ... 1904–1909. Digitalisat
- Bericht : über das Schuljahr ... 1909–1910. Digitalisat
- Bericht : über das Schuljahr ... 1912–1913. Digitalisat
- Bericht : über das Schuljahr ... 1914–1915. Digitalisat